# John Okoro (Leichtathlet)
John Okoro (* 21. Juli 1948) ist ein ehemaliger nigerianischer Weitspringer.
1973 gewann er Silber bei den Panafrikanischen Spielen in Lagos, und 1974 wurde er Sechster bei den British Commonwealth Games in Christchurch.
Am 29. Mai 1976 stellte er in Lagos mit 7,87 m seine persönliche Bestleistung auf. Der Boykott Nigerias verhinderte jedoch eine Teilnahme an den Olympischen Spielen in Montreal.